# Monty Python
Pour les articles homonymes, voir Monty et Python.
Monty Python est une troupe d'humoristes rendue célèbre par sa première création, la série télévisée Monty Python's Flying Circus, dont la diffusion a débuté à la BBC le 5 octobre 1969 et s'est poursuivie durant 45 épisodes jusqu'au 5 décembre 1974. 
La troupe était composée de six membres : Graham Chapman, John Cleese, Eric Idle, Michael Palin, Terry Jones et Terry Gilliam. Les membres du groupe sont anglais, sauf Terry Gilliam, qui vient des États-Unis, et Terry Jones, d'origine galloise.
L'humour du groupe prend ses racines dans le burlesque absurde de l'émission d'avant-guerre ITMA (It's that Man Again !) sur la BBC, ainsi que dans The Goon Show, émission d'humour radiophonique de Peter Sellers et Spike Milligan.
Inspirée par leurs premières années de théâtre, leur œuvre fondatrice, le Flying Circus, remet en cause tous les principes des émissions télévisées. Leur influence dans le domaine comique est comparée à celle des Beatles dans la musique populaire. Elle dépasse largement les frontières du Royaume-Uni et du monde anglo-saxon. En France, Alain Chabat et les Robins des Bois, notamment, s'en réclament. Dans la langue anglaise, le mot pythonesque, inventé pour décrire leur humour, a trouvé son chemin vers les dictionnaires.
En 1971, ils rejouent une sélection de leurs sketches pour le long-métrage La Première Folie des Monty Python (And Now for Something Completely Different). Le film sort discrètement en France sous le titre Pataquesse en 1974 avec une affiche dessinée par Gotlib.
Après l'arrêt du Flying Circus en 1974, le groupe mène une carrière au cinéma avec des longs-métrages qu'il réalise lui-même :
- Monty Python : Sacré Graal ! (1975, Monty Python and the Holy Grail) ;
- Monty Python : La Vie de Brian (1979, Monty Python's Life of Brian) ;
- Monty Python : Le Sens de la vie (1983, Monty Python's The Meaning of Life).

En 1980, une retranscription filmée de leur spectacle donné au Hollywood Bowl sort sous le titre Monty Python à Hollywood (Monty Python Live at the Hollywood Bowl).
Chaque membre poursuit ensuite des projets de cinéma ou de télévision, souvent en travaillant en collaboration. Certains de leurs projets rencontrent le succès comme Brazil (réalisé par Terry Gilliam en 1985, avec Michael Palin), Un poisson nommé Wanda (en 1988, avec John Cleese et Michael Palin), ou encore Les Aventures du baron de Münchhausen (par Terry Gilliam, en 1989, avec Eric Idle). Graham Chapman décède en 1989. Les cinq membres survivants se retrouvent quelquefois, comme en 1998 dans Live At Aspen.
Le 19 novembre 2013, Terry Jones annonce la reformation du groupe et le projet d'un nouveau spectacle comique. Une conférence de presse, tenue au Palace Theatre de Londres le 21 novembre, officialise la reformation des Monty Python. Les Python se produisent finalement à l'O2Arena de Londres pour dix spectacles qui affichent tous complet en juillet 2014.

## Avant les Monty Python
Jones et Palin se sont rencontrés pour la première fois à l’université d’Oxford, tandis que Cleese et Chapman se sont rencontrés à l’université de Cambridge. Idle était aussi à Cambridge, mais est arrivé un an après les deux autres. Cleese a rencontré Gilliam à New York pendant la tournée du Cambridge Circus, le spectacle des Cambridge University Footlights. Ce spectacle s'appelait à l'origine A Clump of Plinth.
Chapman, Cleese et Idle étaient tous trois membres des Footlights, qui comptaient aussi les futurs « Goodies » Tim Brooke-Taylor, Bill Oddie et Graeme Garden, ainsi que Jonathan Lynn (coauteur de Yes Minister et Yes Prime Minister). Pendant la présidence d'Idle, l'autrice féministe Germaine Greer et le producteur Clive James en étaient aussi membres. Les enregistrements de ces soi-disant « fumistes » au collège de Pembroke incluent Idle et Cleese. Les bandes sont conservées dans les archives du collège de Pembroke, ainsi que des enregistrements d'Idle dans des pièces du collège.
Les Monty Python ont écrit ou joué dans différents sketches avant de former le Monty Python's Flying Circus, en particulier, The Frost Report (en) qui est considéré comme la première œuvre commune des Python britanniques, dans laquelle on trouve leur fameux style :
- I'm Sorry, I'll Read That Again (radio) (1964-1973) [Cleese : acteur & auteur — Idle et Chapman : auteurs]
- The Frost Report (1966-1967) [Cleese : acteur & auteur — Idle : auteur du monologue de Frost — Chapman, Palin & Jones : auteurs]
- At Last the 1948 Show (1967) [Chapman & Cleese : auteurs & acteurs — Idle : auteur]
- Twice a Fortnight (1967) [Palin & Jones : acteurs & auteurs]
- Do Not Adjust Your Set (1967-1969) [Palin, Jones & Idle : acteurs & auteurs — Gilliam : animation — Bonzo Dog Band : interludes musicaux]
- We Have Ways of Making You Laugh (1968) [Idle: acteur & auteur — Gilliam: animation]
- How to Irritate People (1968) [Cleese & Chapman : acteurs & auteurs — Palin : acteur]
- The Complete and Utter History of Britain (1969) [Palin & Jones : acteurs & auteurs]
- Docteurs en folie (1969) [Cleese & Chapman : auteurs]

Des comédiens et auteurs comiques britanniques figurent dans les séries ci-dessus, entre autres Ronnie Corbett, Ronnie Barker, Tim Brooke-Taylor, Graeme Garden, Bill Oddie, Marty Feldman, Jonathan Lynn, David Jason et David Frost.
Après le succès de Do Not Adjust Your Set (initialement destiné aux enfants) et compte tenu de son succès auprès des adultes, la chaîne privée britannique ITV offrit à Palin, Jones, Idle et Gilliam la possibilité de créer leur propre série. Dans le même temps, Cleese et Chapman se sont vu proposer une émission sur la BBC. La chaîne publique britannique avait été impressionnée par leurs prestations dans The Frost Report et At Last The 1948 Show. Cleese hésitait à ne travailler qu'en duo avec Chapman, en particulier en raison de la personnalité difficile de ce dernier. Comme il gardait un bon souvenir de sa collaboration avec Palin, il l'invita à rejoindre l'équipe. Le projet ITV étant encore au stade de la pré production, Palin accepta et suggéra la participation des auteurs Jones et Idle — ce dernier suggérant que Gilliam produise les animations. On a beaucoup glosé sur le fait que toute la troupe s'est ainsi formée un peu par hasard. Toujours est-il que le groupe reconnaît que c'est la BBC qui leur a permis de faire ce qu'ils ont fait, c'est-à-dire « une émission échappant à toute censure », même si la chaîne, selon Terry Jones, détestait ce qu'ils faisaient.

## LeFlying Circuset le style Python

### Origine du nom
Plusieurs noms ont été envisagés avant que le choix ne se porte sur le Monty Python's Flying Circus. Les plus remarquables sont Owl Stretching Time (Le Temps où le hibou s'étire), The Toad Elevating Moment (le moment d'élévation du crapaud), Vaseline Review (la revue de la vaseline), Bun, Wackett, Buzzard, Stubble and Boot. « Flying Circus » l'emporta lorsque la BBC expliqua au groupe que les programmes étaient déjà imprimés avec ce nom et qu'il n'était pas question d'en changer, ce qui ne laissa pas le choix aux Python. Il y eut néanmoins de nombreuses variations. Gwen Dibley's Flying Circus fut envisagé après que Palin, ayant lu ce nom dans les journaux, avait pensé qu'il serait drôle que cette femme découvre qu'elle avait son propre show à la télévision. Barry Took's Flying Circus (ainsi que Baron Von Took's Flying Circus) fut aussi envisagé, en hommage à l'homme qui les avait rassemblés, ainsi que Arthur Megapode's Flying Circus
Dans un documentaire de 1998 intitulé Live At Aspen, le groupe a laissé entendre que Monty fut choisi en hommage affectueux au légendaire Lord Montgomery, maréchal (Field Marshal) de la Seconde Guerre mondiale. Cleese a ajouté « Python », qu'il associait à l'image d'un individu perfide et faux jeton, et aussi parce que l'association phonétique des deux mots leur semblait drôle. Dans d'autres circonstances, Idle a prétendu[réf. nécessaire] que le mot 'Monty' faisait référence au pilier de bar local : les gens entraient dans le pub et demandaient au barman : « Monty n'est pas encore arrivé ? ». D'autres encore pensent que Monty Bodkin, nom d'un personnage de plusieurs romans de l'humoriste britannique P. G. Wodehouse, servit d'inspiration[réf. nécessaire].

### Conception des épisodes
Les Python avaient une idée très précise de ce qu'ils voulaient faire avec la série. C'était tous de grands admirateurs de Peter Cook, Alan Bennett, Jonathan Miller (en) et Dudley Moore dans Beyond the Fringe, et ils étaient des vétérans du « Frost Report », dont le style était similaire. Ils appréciaient également les sketches de Cook et Moore dans la série Not Only… But Also. Cependant, une chose troublait les Python dans ces programmes : si les sketchs étaient généralement assez bons, la chute n'était souvent pas à la hauteur, ce qui en affaiblissait considérablement la portée. Ils décidèrent donc de ne pas se forcer à terminer leurs sketchs de façon traditionnelle, et les premiers épisodes du Flying Circus étaient fréquemment dénués de chutes (par exemple, une scène avec Cleese se poursuit chez Idle, et comme le sketch devient de plus en plus chaotique, une remarque fuse « C'est le sketch le plus stupide que j'ai jamais vu » et ils partent tous en abandonnant le plateau). Toutefois, alors qu'ils écrivaient pour la série, les Python assistent à l'enregistrement de la nouvelle série d'un autre de leurs héros communs, Spike Milligan, intitulée (en) Q5 (en). Non seulement ce programme était encore plus irrévérencieux qu'aucune autre comédie ne l'avait été jusque-là, mais en plus Milligan interrompait souvent ses sketches en plein milieu et quittait le plateau en marmonnant : « J'ai écrit ça ? » Il devint clair aux yeux des Python que leur nouvelle série paraîtrait moins originale, et Jones en particulier fut convaincu qu'il leur fallait innover davantage.
Après de nombreuses discussions, Jones se rappela une animation que Gilliam avait créée pour Do Not Adjust Your Set — intitulée Beware of the Elephants — qui l'avait intrigué par son style décousu. Jones pensa que ce serait une bonne idée pour la série, et permettrait de lier les sketchs entre eux. Palin était également fasciné par une autre œuvre de Gilliam, intitulée Christmas Cards, et ils tombèrent d'accord pour dire que c'était « une façon de faire les choses autrement ». Comme Cleese, Chapman et Idle étaient moins intéressés par l'arrangement général du programme, Jones, Palin et Gilliam devinrent les principaux responsables du style de présentation du Flying Circus, dans lequel des sketches divers étaient liés pour donner à chaque épisode une unité propre (utilisant souvent une animation de Gilliam afin de lier l'image de fin d'un sketch avec la scène d'ouverture du suivant).

### Style des épisodes
Le Flying Circus a inauguré de nouvelles méthodes, par exemple le démarrage à chaud, quand un épisode démarre sans le générique de début. Beaucoup d'épisodes s'ouvrent sur une séquence où Palin déguisé en Robinson Crusoé, parcourt un long chemin à travers différents paysages avant d'arriver finalement devant la caméra pour dire « c'est... » puis d'être coupé par le générique de début et l'air de la marche The Liberty Bell (en) du compositeur américain John Philip Sousa.
En plusieurs occasions, le démarrage à chaud durait jusqu'au milieu de l'épisode, avant que le générique n'apparaisse. Parfois, les Python essayaient de piéger les téléspectateurs en diffusant par exemple le générique de fin, puis en passant une parodie des séquences de continuité de la BBC, Idle imitant le ton compassé des annonceurs invisibles. Une autre fois le générique de fin suivit directement celui du début. D'autres façons de terminer consistaient à couper brutalement une scène en allant dans une autre, de sortir du plateau de tournage, de s'adresser à la caméra ou d'introduire un personnage ou un évènement sans aucun rapport avec la scène. Un exemple classique était le « Colonel » Chapman qui arrivait sur les lieux d'un sketch en ordonnant son arrêt immédiat, car les choses étaient devenues « beaucoup trop idiotes ». D'autres sketches, dès lors qu'ils s'essoufflaient, se terminaient façon dessin animé, avec un poids de 16 tonnes tombant sur la tête d'un personnage, ou bien un chevalier en armure arrivant sur scène et frappant tout le monde avec un poulet en caoutchouc.

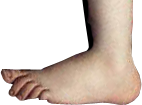
Le « pied de Cupidon » (Cupid's foot), l'empreinte des Monty Python et leur signature dans cette série.
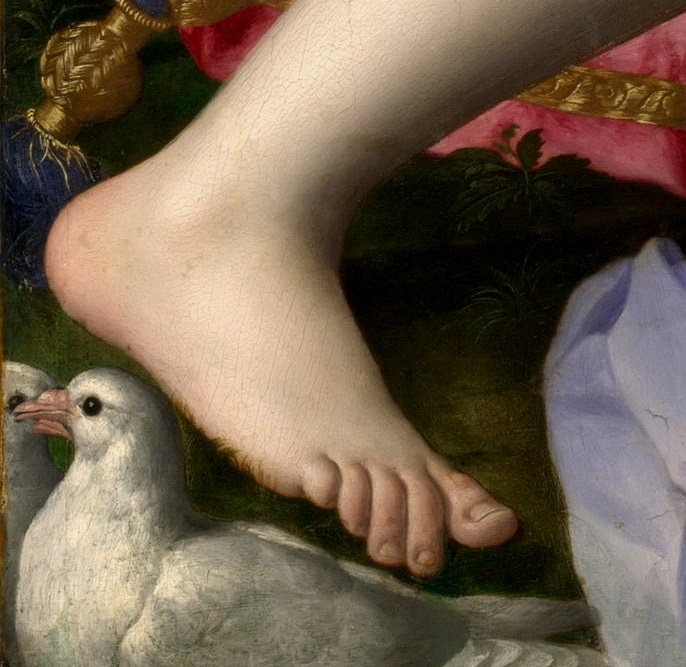
Le pied de Cupidon dans Allégorie du triomphe de Vénus (Bronzino).

L'utilisation de collages surréalistes de Terry Gilliam dans les animations était aussi un élément innovant qui marquait le style des Monty Python. Beaucoup de ces images étaient extraites de gravures de l'époque victorienne. Le pied géant qui écrasait le nom de l'émission et la fin du générique est celui de Cupidon, extrait d'une reproduction de Bronzino, datant de la renaissance italienne, représentant Venus et Cupidon. Ce pied — et le style de Gilliam en général — est considéré comme l'empreinte de la série.
La tradition comique britannique use volontiers du travestissement pour obtenir des effets grotesques. Les Monty Python avaient une approche quelque peu différente, écrivant des rôles comiques aussi bien masculins que féminins, et les jouant presque tous entre eux. Si une scène avait besoin d'une ménagère, l'un des Monty (généralement Terry Jones) enfilait une robe et un tablier et jouait le rôle d'une mégère parlant avec une voix râleuse et suraiguë. Un rôle féminin n'était joué par une femme (généralement Carol Cleveland) que s’il y avait besoin qu'elle soit attirante. Dans certains épisodes, et dans la scène de la lapidation de La Vie de Brian, ils poussèrent le concept encore plus loin, jouant des femmes travesties en hommes.

### Répartition des rôles
Chaque journée de travail démarrait vers 9 h et finissait à 17 h. Généralement, Cleese et Chapman écrivaient ensemble, isolés des autres — de même que Jones et Palin — tandis qu'Idle travaillait seul. Après quelques jours à ce régime, les six se réunissaient, confrontaient leur script et échangeaient des idées. Leur approche du travail d'auteur était démocratique. Si une majorité trouvait l'idée bonne, elle était conservée. La distribution des rôles était aussi faite de façon désintéressée, chacun se considérant principalement comme auteur et non comme acteur ayant désespérément besoin d'être sur scène. Une fois les sketches choisis, Gilliam avait carte blanche pour choisir les animations qui allaient les relier. Il les produisait avec sa caméra, ses ciseaux et un aérographe.
Bien que la série fût une œuvre collective, on peut distinguer des groupes distincts au sein des Python pour ce qui concerne les différents styles d'humour. En général, les anciens d'Oxford étaient plus visuels et plus fantaisistes (par exemple l'arrivée de l'inquisition espagnole devant un pavillon de banlieue), tandis que les sketches des diplômés de Cambridge étaient plus verbaux et agressifs (par exemple les nombreux duos de Cleese et Chapman qui se finissaient souvent avec l'un des personnages intimidant ou insultant l'autre, ou les personnages à l'élocution bizarre d’Idle dont l'un parlait en anagramme). Interrogé à ce propos, Cleese a confirmé « la plupart des sketches où ça gueule venaient de Graham et de moi, tout ce qui démarrait dans un paysage de campagne sur fond de musique dramatique était de Mike et Terry et tout ce qui tournait autour des jeux de mots jusqu'à en devenir insupportable était d'Eric ». Les animations de Gilliam allaient de la fantaisie à la sauvagerie (le format d'illustration permettait de créer des scènes très violentes sans craindre de censure).

### Liste des épisodes
La série fut diffusée entre le 5 octobre 1969 et le 5 décembre 1974 sur le réseau BBC1.
La série fut diffusée pour la première fois aux États-Unis en 1975 et y devint une série culte. En France, la série ne fut diffusée pour la première fois qu'à partir du 1er août 1991 sur FR3 — avec des vieux sous-titres réalisés par la RTBF — et rediffusée entre le 10 octobre 1992 et le 11 septembre 1993 sur Arte avec un nouveau sous-titrage réalisé par le traducteur réputé Eric Kahane.

### La fin duFlying Circus
Cleese envisagea de quitter l'émission dès la fin de la deuxième saison, et finalement sauta le pas après la troisième, expliquant qu'il avait l'impression de se répéter, et de n'avoir plus rien de neuf à offrir, ses contributions se limitant de plus en plus à des vieux sketches retravaillés pour l'occasion. Il trouvait aussi qu'il était devenu trop compliqué de travailler avec Chapman en raison de son alcoolisme. Selon une interview d'Eric Idle : « Nous étions dans un vol d'Air Canada pour aller à Vancouver quand John (Cleese) s'est tourné vers nous et a dit « j'arrête. » Pourquoi ? Je ne sais pas. Il s'ennuie plus rapidement que nous. C'est un homme complexe, il est difficile d'être son ami. S'il est si drôle, c'est parce qu'il ne cherche jamais à plaire. Cela lui donne une certaine liberté, fascinante et arrogante ».
Le reste du groupe a continué une saison, le programme s'appelant toujours Monty Python's Flying Circus d'après le générique du début, mais seulement Monty Python dans celui de fin. Malgré le départ officiel de Cleese, il continua d'apparaître dans certains sketches de la saison 4. Plusieurs épisodes le citent comme coauteur, principalement des scènes recyclées du script de Sacré Graal ! Les trois premières saisons comptaient 13 épisodes, la quatrième seulement 6.

## Période post-Flying Circus

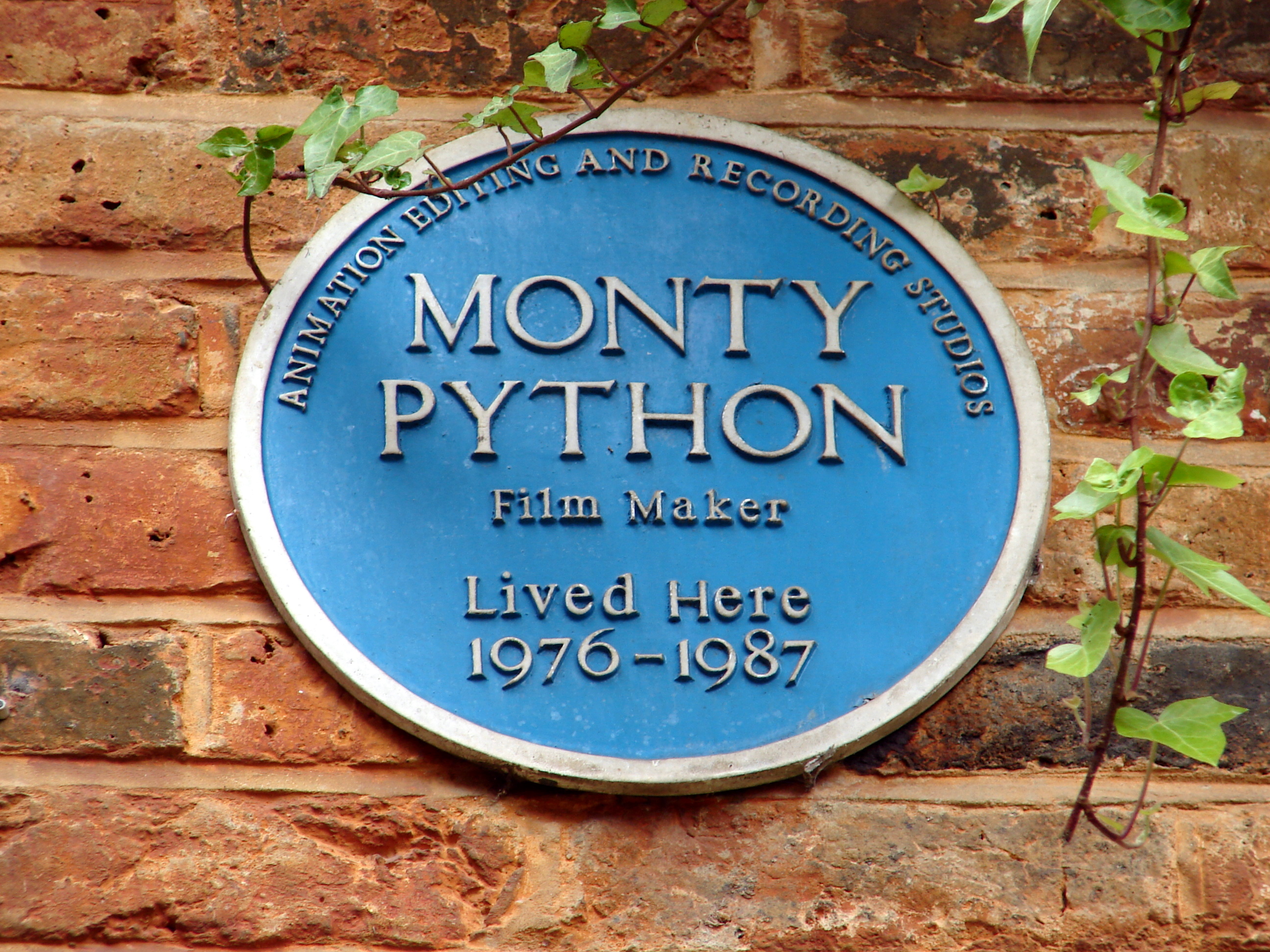
Blue plaque des Monty Python à Neal's Yard, une rue du quartier de Covent Garden à Londres. En 1976, Palin et Gilliam achetèrent des bureaux ici en tant que studios et ateliers de montage pour les films des Python et leurs projets solo.

### Cinéma et projets solo
Après le Flying Circus, quatre films sont tournés par les membres de l'équipe (voir section suivante).
Chaque membre poursuit ensuite des projets de films ou de télévision, souvent en travaillant en collaboration. Certains de leurs projets sont de gros succès comme Un poisson nommé Wanda (1988), avec John Cleese et Michael Palin.
En 1980, une retranscription filmée de leur spectacle donné au Hollywood Bowl sort sous le titre Monty Python à Hollywood (Monty Python Live at the Hollywood Bowl).
Les Python survivants se retrouvèrent quelquefois, comme en 1998 pour le Live at Aspen où ils furent tous réunis.
En 2009, un documentaire est tourné par Bill Jones, pour fêter les 40 ans de leur apparition à la BBC : Monty Python, toute la vérité ou presque. Le réalisateur fait raconter en six épisodes l'histoire des Monty Python par eux-mêmes.

### L'ultime spectacle
En 2013, les cinq Python annoncèrent la tenue d'un ultime spectacle, composé de 10 représentations en Juillet 2014 à l'O2 Arena de Londres. Le spectacle est intitulé Monty Python Live (Mostly) : One Down, Five To Go (litt. « Monty Python vivant/en direct (pour la plupart) : un mort, cinq suivront »), un spectacle d'adieu où la troupe joua ses meilleurs sketchs (entrecoupés de gag vidéo de Graham Chapman). Le spectacle est un succès même si on pointe une redite et des graves problèmes financiers qui expliquent la tenue du spectacle. Les 20 000 billets de la première représentation furent vendus en 45 secondes, 9 autres furent annoncés, toutes furent vite complètes. La dernière représentation, le 20 juillet, fut diffusée dans le monde entier.

### Action caritative
Les différents Monty Python ont participé, depuis des années – séparément ou ensemble – à de nombreux galas de bienfaisance, en particulier pour soutenir les efforts d'Amnesty International en faveur des droits de l'homme. Entre 1976 et 1981, le groupe — ou ses membres — a contribué à quatre galas de bienfaisance pour Amnesty. Ces quatre spectacles sont connus sous le nom de The Secret Policeman's Balls. Ils ont donné lieu à de multiples films, émissions de télé, vidéos et enregistrements de disques et d'albums. Tout ceci a non seulement apporté une contribution financière importante à Amnesty, mais aussi éveillé la conscience du public et des médias sur les problèmes des droits de l'homme, et amené d'autres membres de la société du spectacle à s'impliquer politiquement et socialement.
Parmi les musiciens qui ont publiquement reconnu avoir été influencés par les Python, citons Bono, Bob Geldof et Sting. Amnesty reconnaît que le show a beaucoup aidé l'organisation à se faire connaitre aux États-Unis où l'un des films dérivés a connu un grand succès.
Deux des six Python — Cleese, le créateur du spectacle et Jones — ont travaillé (comme interprète, auteur ou directeur) dans les quatre représentations, Palin dans trois, Chapman dans deux et Gilliam dans un seul. Eric Idle n'a participé à aucun des spectacles.

## Les Monty Python au cinéma

### And Now For Something Completely Different
C'est le premier film des Monty Python, composé à partir des meilleurs sketchs de la première saison refilmés, parfois dans une version un peu différente avec un tout petit budget pour le cinéma. Financé par Victor Lowndes, un producteur de Playboy, ce film devait être un cheval de Troie pour pénétrer le marché américain. Bien que ce but ne fût pas atteint, le film eut du succès au Royaume-Uni, où il offrit en outre aux spectateurs, pour beaucoup possesseurs de téléviseurs noir et blanc, leur première occasion de voir enfin le groupe en couleur au cinéma. Il reste un film culte aujourd'hui.
Le film sortit en salle au Royaume-Uni le 28 septembre 1971 et en France en 1974, sous le titre Pataquesse. L'affiche française fut dessinée par Gotlib.

### Monty Python: Sacré Graal!

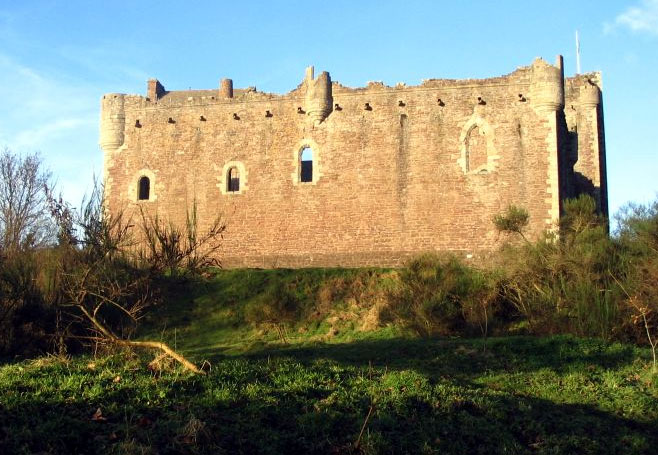
Le mur Sud du château de Doune où fut tourné Monty Python : Sacré Graal !

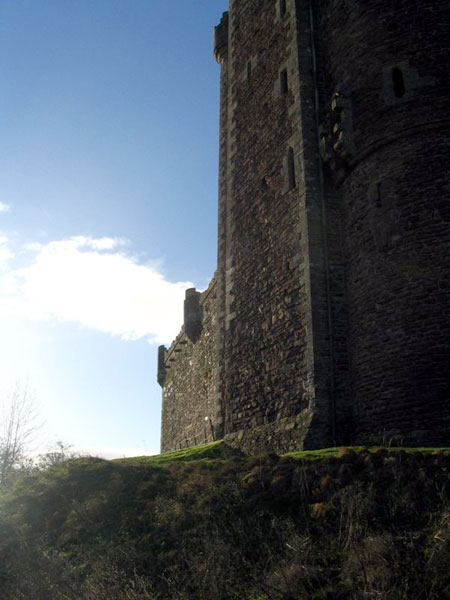
Un mur du château de Doune.

Le groupe se reforme (avec Cleese) en 1974 pour produire son premier film original. Monty Python : Sacré Graal ! (1975, Monty Python and the Holy Grail) était librement inspiré de la légende Arthurienne et était mis en scène par Jones et Gilliam. Ce dernier a aussi réalisé les animations et le générique de début. Comme les autres Python, Jones et Gilliam ont tenu plusieurs rôles dans le film, mais ce fut Chapman qui prit le rôle du Roi Arthur. C'est par ailleurs le premier film tourné par Terry Gilliam en tant que metteur en scène et réalisateur (il critiquera ensuite ouvertement la qualité de son travail « de débutant » !).
Sacré Graal ! fut tourné avec un budget estimé à 229 575 £. Le film fut tourné en Écosse, en particulier autour du château de Doune, dans la vallée de Glen Coe et du château de Stalker. À cause du budget limité, le film fut tourné sans chevaux, ce qui conduisit au gag le plus célèbre du film. Chaque fois que le scénario avait besoin de chevaliers chevauchant majestueusement leurs montures, les acteurs mimaient la chevauchée à pied, tandis que les écuyers tapaient deux demi-noix de coco l'une contre l'autre pour imiter le bruit des sabots, un trucage assez courant à la radio, mais rarement montré au cinéma. (Le titre allemand du film est d'ailleurs : 'Die Ritter der Kokosnuss' - Les Chevaliers à la Noix de coco.) Ce gag avait déjà été fait une fois à la télévision en 1965 dans A Show Called Fred, produit par Richard Lester avec Peter Sellers). Les cottes de mailles portées par les chevaliers étaient en fait des pulls en laine teintés de peinture argentée, les différents châteaux du film étaient toujours le même, mais sous des angles différents ou une maquette placée contre l'horizon.
Les conditions de tournage furent très mauvaises. Le temps était médiocre, et les « cottes de mailles » s'imbibaient d'eau de pluie. Le faible budget du film n'autorisait que des hôtels de qualité médiocre (l'un d'entre eux inspira L'Hôtel en folie (Fawlty Towers)) où les membres du groupe ne pouvaient pas se laver tous les soirs faute d'eau chaude en quantité suffisante. Gilliam et Jones se disputaient entre eux, ou avec d'autres membres du groupe. L'alcoolisme de Chapman devint évident quand il commença à souffrir de delirium tremens pendant le tournage. Les Python se rappellent que le tournage de Sacré Graal ! fut la seule fois où Palin, habituellement aimable, s'est franchement énervé. Cela arriva quand Jones et Gilliam lui firent refaire plusieurs fois une scène où il jouait un « avaleur de boue » (en fait une mare de chocolat dont il eut vite assez). Pour combler le tout, la scène ne fut même pas gardée au montage final…
Le film sortit en salle au Royaume-Uni le 3 avril 1975 et en France le 3 décembre 1975.
Bien après, le film a laissé des marques. Des éléments comme la sainte grenade sont apparus plus tardivement dans d'autres productions ou jeux vidéo.

### La Vie de Brian

#### Origine
Après le succès de Sacré Graal !, un reporter demanda à Idle quel serait le titre de leur prochain film. Bien qu'il n'ait même pas encore été question d'un autre film, Idle répondit au hasard « Jésus-Christ ou la Soif de Gloire »,, réponse qui devint la réponse officielle des membres du groupe quand ils découvrirent qu'elle faisait taire les journalistes. De fil en aiguille, l'équipe commença à envisager initialement un film qui se moquerait de la vie du Christ de la même façon que Sacré Graal ! avait ridiculisé celle du roi Arthur. Toutefois, bien que non-croyants, ils décidèrent qu'après tout Jésus était « quelqu'un de bien » et ne trouvèrent rien à ridiculiser dans ses enseignements. D'un autre côté, ils se méfiaient des religions et décidèrent donc de faire une satire qui se moquerait de la crédulité et de l'hypocrisie des adorateurs d'un messie improbable.
Le projet s'est dès lors déplacé sur un individu né en même temps, dans une étable avoisinante, et pris par erreur pour le messie. De fait, quand Jésus apparaît dans le film prêchant le Sermon sur la Montagne, le comédien Kenneth Colley est parfaitement sérieux. L'humour s'installe seulement quand les badauds postés trop loin comprennent ses propos de travers.

#### Financement et distribution des rôles
L'équipe décida d'écrire le script durant une période courte et loin des interruptions quotidiennes du Royaume-Uni. Ils se basèrent dans les Caraïbes pour écrire le scénario. Après l'expérience déplaisante qu'avait été le tournage rustique de Sacré Graal !, ils choisirent de tourner le film suivant en Tunisie. Par contraste avec le film précédent, beaucoup des Python considèrent ce tournage comme l'un des plus agréables du groupe et apprécièrent que le script ne soit pas décousu par assemblage de sketches sans rapport évident les uns en suite des autres. C'était pour eux un vrai film avec une histoire et non un film à sketches comme Sacré Graal ! ou The Meaning of Life.
Mais leur imprésario Bernard Delfont paniqua en lisant le script et refusa soudain d'avancer les fonds comme promis, juste avant que le tournage commence. Le projet fut sauvé par George Harrison, qui créa immédiatement Handmade Films afin de financer La Vie de Brian— dont le budget était estimé à 5 millions de £. Il a affirmé plus tard qu'ayant lu le script, il voulait voir le film. Ce qui permit de dire aux Python que ce fut le billet de cinéma le plus cher jamais acheté. La dernière ligne audible du dialogue, par-dessus la chanson finale, est d'ailleurs : « Savez-vous qui a payé pour ces âneries ? Ils ne vont jamais revoir leur argent… »
Jones et Gilliam s'étant souvent disputés en coréalisant Sacré Graal !, il fut décidé que cette fois Jones serait le seul metteur en scène. Initialement, Cleese voulait prendre le rôle de Brian mais les autres préférèrent Chapman qui les avait impressionnés par sa « noble » prestance dans le rôle du roi Arthur. De plus, pendant les répétitions, Cleese avait particulièrement brillé dans le rôle de l'activiste Reg qui apparaît dans les mêmes scènes. À l'exception de Chapman, qui ne joua que Brian, Biggus Dickus et l'un des Rois Mages, les membres de l'équipe jouèrent environ 40 rôles à eux 5. La Vie de Brian eut aussi droit à une courte participation de George Harrison, ainsi que de Spike Milligan, qui se trouvait par hasard en vacances en Tunisie. Keith Moon aurait aussi dû faire une apparition, mais il décéda avant le tournage de sa scène.

#### Distribution du film
Le film sortit en salle au Royaume-Uni le 8 novembre 1979 et en France le 8 avril 1980.
Lors de la distribution du film, de nombreux groupes Chrétiens protestèrent, criant au blasphème, particulièrement choqués par la scène finale où les victimes d'une crucifixion de masse chantent (la chanson d'Idle « Always Look on the Bright Side of Life »). Lors de sa sortie initiale au Royaume-Uni, le film fut interdit par plusieurs conseils municipaux (dont plusieurs dans des localités dépourvues de salle de cinéma). Des militants distribuèrent des pamphlets devant les cinémas, offrant d'ailleurs un tapage publicitaire gratuit au film.
La Vie de Brian fut interdit pendant huit ans en Irlande, et pendant un an en Norvège (la publicité en Suède annonça : « le film tellement drôle que les Norvégiens ont dû l'interdire »). Le film ne fut pas distribué en Italie avant 1990, onze ans après sa sortie. Le film fut interdit à Jersey jusqu'en 2001, et même alors, il fut interdit aux moins de dix-huit ans.
Peu après sa sortie au Royaume-Uni, Cleese et Palin participèrent à un débat dans l'émission de la BBC2 Friday Night, Saturday Morning dans lequel Malcolm Muggeridge et Mervyn Stockwood, l'évêque de Southwark, attaquèrent avec mépris le film et ses auteurs. Cleese a souvent expliqué qu'il avait aimé le débat, car il trouvait le film intellectuellement défendable. (Il déclara aussi dans une émission de Dick Cavett : « Soit ces gens sont stupides, ce qui n'est manifestement pas le cas, soit la rage les rend incapables de réfléchir, car en vérité ils m'ont fait gagner beaucoup d'argent ».) Palin par contre était visiblement hors de lui.
Les Python ont toujours défendu (récemment dans les making of des DVD) que le film est hérétique plutôt que blasphématoire, car il se moque des pratiques religieuses plus que de Dieu lui-même.

### Le Sens de la vie
L'œuvre finale des Monty Python revient un peu à l'esprit décousu du Flying Circus avec une série de sketches qui suit vaguement les étapes de la vie humaine de la naissance à la mort. Dirigé encore une fois par Jones, Le Sens de la vie est agrémenté des moments les plus bizarres et les plus dérangeants des Python, ainsi que de quelques chansons grandioses. Ce film est leur œuvre la plus sombre et contient des moments spectaculaires d'humour noir : au moment de sa sortie les Python avaient l'intention de choquer « tout le monde ».
Un film d'introduction de Gilliam, The Crimson Permanent Assurance, prévu à l'origine comme un sketch devint si élaboré qu'il fut séparé du film et présenté en première partie (en vidéo et DVD, dans les diffusions télévisées il est présenté comme prologue).
Bien qu'il fût un succès commercial et critique (Grand Prix Spécial du Jury au festival de Cannes en 1983), Le Sens de la vie n'est généralement pas considéré comme aussi réussi que ses prédécesseurs. Beaucoup pensent qu'il lui manque la structure de Sacré Graal ! ou de La Vie de Brian. Idle prétend qu'il aurait été « juste à une réécriture de la perfection ». Les Python avaient d'ailleurs pensé faire une dernière réécriture qui introduirait un personnage leitmotiv (comme Arthur ou Brian) qu'on suivrait tout le long du film. Toutefois, Cleese refusa, car il était déjà fatigué par l'écriture tortueuse du script. Néanmoins, il a admis récemment qu'un même personnage traversant toutes ces situations différentes aurait certainement été bénéfique au film.
Ce fut le dernier projet où l'on vit les six Python ensemble (à part la compilation de 1989 Parrot Sketch Not Included où les six Python sont vus pendant quatre secondes, enfermés dans un placard —la dernière apparition filmée de Chapman avec tous les Python).

## Membres

### Graham Chapman
Graham Chapman naît le 8 janvier 1941 à Melton Mowbray, Leicester. Il fait des études médicales à Cambridge où il rejoignit la troupe des Footlight. On retient de Chapman ses deux grands rôles : le Roi Arthur dans Sacré Graal ! et Brian Cohen dans La Vie de Brian. Il joue d'ailleurs ces deux rôles avec le plus grand sérieux, contrairement à ses personnages du Flying Circus, plus proches de son caractère réel de fou furieux qui essaie de se contrôler et de se donner une façade respectable. Le parfait gentleman britannique par bien des côtés —il fumait la pipe (depuis l'âge de quinze ans) et pratiquait l'alpinisme et le rugby— il était par ailleurs ouvertement homosexuel. Terry Jones souligne dans le making-of du Sens de la vie que le choix du seul gay de l'équipe pour interpréter un homme dont la condamnation à mort consistait à être poursuivi par une bande de filles seins nus, relevait pour eux d'un second degré savoureux. Chapman était également capable d'excentricités stupéfiantes. Terry Gilliam affirme dans le making of de Sacré Graal ! qu'il vivait dans un tout autre monde.
Dès le début des années 1970, l'alcoolisme grandissant de Chapman énerva souvent ses partenaires, car il jouait saoul et oubliait ses répliques. Il avait pris cette habitude vers la fin de la série télévisée, et elle culmina lors du tournage de Sacré Graal !, fréquemment interrompu par des crises de delirium tremens. Toutefois, lorsqu'il accepta le rôle de Brian, il prit l'engagement de cesser de boire et tint parole avant le début du tournage.
Chapman mourut d'un cancer de la gorge le 4 octobre 1989 et reçut des funérailles mémorables. Cleese en particulier se déchaîna, utilisant la série d'euphémismes loufoques du « perroquet mort » et d'autres mots de la langue anglaise habituellement peu employés dans les services funéraires. Michael Palin quant à lui, évoquant ses retards chroniques du temps où il passait le prendre pour les séances d'écriture, annonça à l'assistance : « Graham Chapman est parmi nous en ce moment même. Ou si ce n'est en ce moment même, en tout cas d'ici vingt-cinq minutes. »

### John Cleese

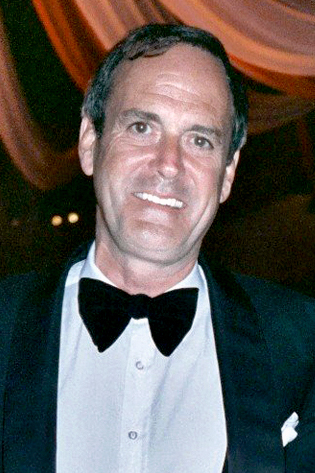
John Cleese en 1989.

John Cleese naît le 27 octobre 1939 à Weston-super-Mare dans le North Somerset, le nom de famille original de Cleese était Cheese (fromage). Son père le changea en Cleese quand il rejoint l'armée en 1915 pendant la Première Guerre mondiale. Cleese étudia au Collège de Clifton à Bristol, où il participa à quelques spectacles, il rejoint ensuite l'université de Cambridge pour entreprendre des études de droit et où il rencontra son futur partenaire en écriture Graham Chapman.
Avec les animations de Gilliam, les numéros du duo Cleese/Chapman contenaient les moments les plus noirs et les plus furieux des Monty Python, et beaucoup de ses personnages affichaient une rage difficilement contenue si typique plus tard du personnage de Basil Fawlty. Les critiques ont souvent fait le rapprochement aux problèmes de névrose ouvertement affichés par Cleese lui-même (il a admis avoir recours à la psychanalyse).
Contrairement à Palin et Jones, Cleese et Chapman travaillaient ensemble, dans la même pièce. Cleese prétendit que son travail consistait à s'assoir muni d'un papier et d'un crayon, rédigeant le gros du texte, tandis que Chapman était assis, restant longuement sans intervenir, avant de trouver soudainement l'idée qui « faisait » le sketch. L'exemple classique est le célèbre sketch du perroquet mort, au départ une simple satire sur la façon dont les clients sont souvent traités quand ils réclament. À l'origine, le sketch mentionnait un grille-pain cassé, puis une voiture en panne (la version avec la voiture fut enregistrée et diffusée dans Comment énerver les gens). Ce fut Chapman qui suggéra de mettre un perroquet mort comme objet de la réclamation, ce qui donna au sketch son aspect surréaliste et lui assura un très grand succès (il fait partie des plus connus de la troupe).
Leur humour consistait souvent à jouer des gens ordinaires, dans des situations ordinaires, qui se comportaient de façon absurde sans aucune raison. Comme Chapman, le visage impassible de joueur de poker de Cleese, son accent de la classe moyenne et sa stature imposante, lui permettaient d'incarner différents rôles d'autorité — qu'il contribuait ensuite à saboter méthodiquement. Beaucoup de ses personnages avaient une folie naissante, mais restaient de marbre et parfaitement maîtres d'eux-mêmes tout en se comportant de façon ridicule. Le plus célèbre de ces rôles est celui du fonctionnaire du Ministry of Silly Walks (Ministère des Démarches Idiotes). Dans ce sketch (écrit par Palin et Jones) Cleese exploite ses jambes démesurées en adoptant une démarche aussi élaborée que grotesque.
Dans la série des sketchs BBC, Cleese se voyait également attribuer le rôle d'avocat lunatique, qu'il jouait sur mesure avec beaucoup de fatuité et d'arrogance dans l'expression, basculant invariablement dans le loufoque au cours du sketch, tel celui où il interroge un témoin amené dans son cercueil. Il assumera le même rôle plus tard avec le même succès en 1988 dans le film Un poisson nommé Wanda.
Chapman et Cleese étaient aussi spécialisés dans des sketches où deux personnages tenaient un débat très complexe sur un sujet totalement arbitraire, comme dans La Fromagerie ou Le Perroquet mort, et surtout un sketch où il incarne un bureaucrate payé pour avoir des discussions stériles et interminables avec les usagers.
Dans ces rôles Palin (qui était le Python avec lequel Cleese aimait le plus travailler) lui donnait la réplique —le contraste entre les agressions folles de l'ogre Cleese et le Petit Poucet innocent Palin était une des marques de la série. Parfois, le duo était renversé, comme dans Fish Licence où Palin joue le bureaucrate avec qui Cleese essaie de travailler bien qu'en l'occurrence ce soit Cleese le lunatique du duo.
Une espèce de lémurien a récemment reçu son nom, Avahi cleesei (ou le lémurien laineux de Cleese). Ceci en reconnaissance de ses efforts pour la conservation après la sortie du film Créatures féroces où figurait cet animal et Opération Lémurien avec John Cleese diffusé par la BBC en 1998, qui montrait le sort des lémuriens à Madagascar — leur habitat naturel.
John Cleese a joué l'assistant de Q dans James Bond, sous le nom de code « R », ce personnage devenant Q lui-même après la mort de l'acteur Desmond Llewelyn. Il a aussi joué auprès de Michael Palin dans le film Un poisson nommé Wanda et incarné le personnage de Nick Quasi-Sans-Tête dans les deux premiers Harry Potter. Il a également prêté sa voix dans la version anglaise de Shrek 2 et Shrek le troisième aux côtés d'Eric Idle.

### Terry Gilliam

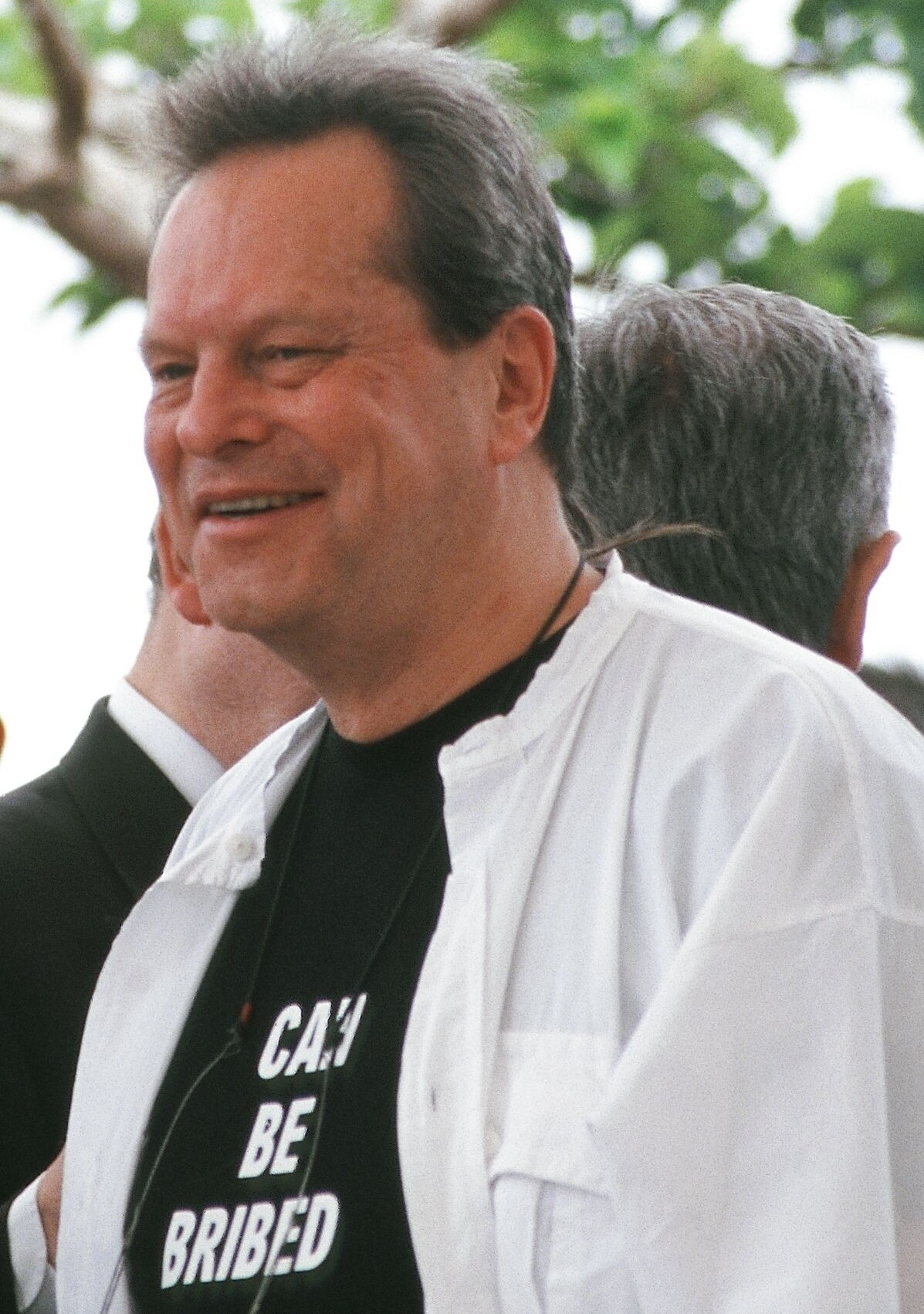
Terry Gilliam en 2001.

Terry Gilliam naît le 22 novembre 1940 à Minneapolis Minnesota, aux États-Unis. C'est le seul Python d'origine non britannique bien qu'il ait été naturalisé depuis. Il démarra sous l'égide d'Harvey Kurtzman comme dessinateur d'animation et de bandes dessinées pour les magazines Mad puis Help, auquel John Cleese contribua pour un numéro. Il passe par la France, où il contribuera au magazine Pilote (créé par René Goscinny, lui aussi ancien collaborateur de Kurztman pour Mad). Rejoignant le Royaume-Uni, il participa aux animations graphiques de Do Not Adjust Your Set avant de rejoindre le Flying Circus lors de sa création.
Il était le concepteur des animations surréalistes qui reliaient les sketches entre eux, et ont aussi donné une identité graphique au groupe dans les autres supports (disques, couverture de livres, affiche de films). Il mélangeait sa propre production, caractérisée par des dégradés et de curieuses formes arrondies, avec des extraits (arrière-plan et sujet de premier plan se déplaçant) d'anciennes photographies, particulièrement de l’époque victorienne. Ce style a été souvent copié. On le retrouve récemment dans le générique d'introduction de Desperate Housewives. Le style de South Park s'inspire également de Terry Gilliam.
À part les animations du Flying Circus, il a aussi joué dans quelques sketches, généralement dans des rôles silencieux ou peu bavards que les autres ne voulaient pas faire parce qu'ils nécessitaient un maquillage épais ou un costume inconfortable, comme le chevalier en armure qui tapait sur tout le monde avec un poulet mort pour terminer les sketches. Il tient des petits rôles dans les films : l'écuyer Patsy dans Sacré Graal !, ou le geôlier dans La Vie de Brian.
Il a coréalisé Sacré Graal ! et réalisé de courtes séquences dans les autres films (par exemple The Crimson Permanent Assurance, le petit film en introduction du Sens de la vie). Il est à présent un metteur en scène respecté et imaginatif, créateur de films tels que Jabberwocky, Bandits, bandits, Brazil, Les Aventures du baron de Münchhausen, Le Roi Pêcheur, L'Armée des douze singes,Las Vegas Parano,...

### Eric Idle

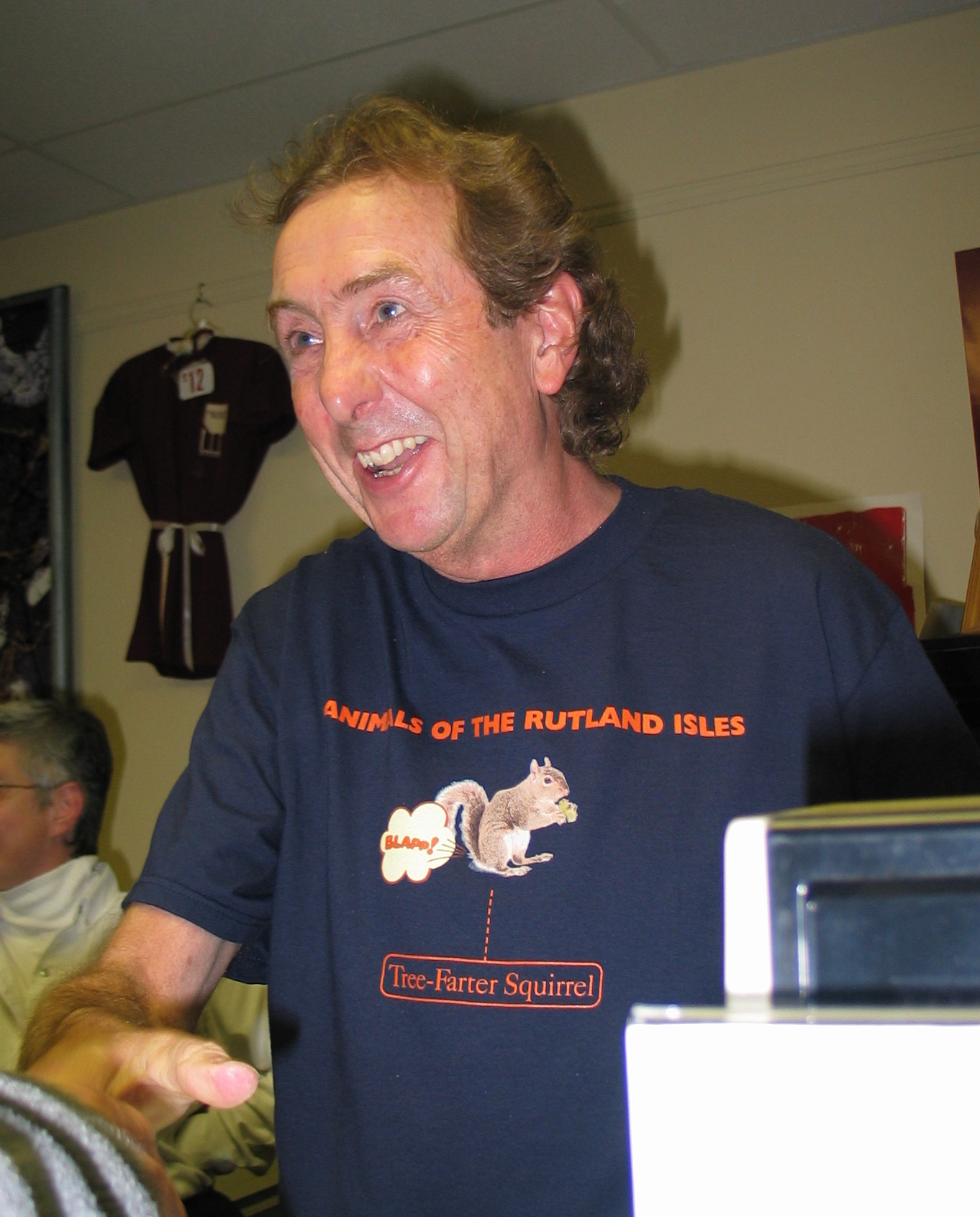
Eric Idle en 2003.

Eric Idle naît le 29 mars 1943 à South Shields (Tyne and Wear) en Angleterre. Quand les Monty Python se sont formés, les couples d'écriture étaient déjà en place : Cleese et Chapman d'une part, Jones et Palin de l'autre. Cela laissait deux isolés : Gilliam — de par la particularité de son travail — et Idle.
Il était satisfait de devoir travailler en solitaire, car cela lui permettait de suivre son propre rythme, bien qu'il ait parfois jugé difficile de présenter ses sketches aux autres et de les faire paraître drôles sans le soutien d'un partenaire. Cleese a admis que c'était un peu injuste — quand l'équipe votait pour savoir quel sketch serait retenu, « il n'avait qu'un vote » — mais Cleese disait aussi qu'Idle était très indépendant et travaillait mieux tout seul. Ce dernier a admis que c'était parfois difficile : « Il fallait en convaincre cinq autres, et eux non plus n'étaient pas les moins égoïstes ».
Le travail d'Idle avec les Python est caractérisé par une obsession du langage et de la communication : beaucoup de ses sketches incluent des particularités verbales, tel l'homme qui parle par anagrammes, l'homme qui dit les mots dans le mauvais ordre et le boucher qui alterne grossièreté et politesse chaque fois qu'il parle.
Nombreux sont ses sketches qui impliquent de longs monologues (par exemple quelqu'un qui ne cesse de ressasser ses malheureuses vacances de l'année d'avant), et on y voyait apparaître le langage artificiel typique des présentateurs de télévision.
Idle, un des plus jeunes de l'équipe (il avait un an de moins que Cleese ou que Chapman à Cambridge), était le plus proche de l'esprit des étudiants et des adolescents qui formaient à l'époque la base des fans des Monty.
Il n'est pas étonnant que les sketches qui traitaient le plus des préoccupations de l'époque (pop musique, tolérance sexuelle et drogues « légères ») aient été l'œuvre d'Idle. Ils étaient souvent caractérisés par des quiproquos, des sous-entendus, des allusions et autres sujets « délicats », le plus célèbre étant le sketch nudge nudge.
Guitariste compétent, il a composé les airs les plus connus du groupe, notamment le morceau final de La Vie de Brian : « Always Look on the Bright Side of Life », qui est devenu légendaire au fil des années. Il a repris ce titre lors de la cérémonie de clôture des Jeux Olympiques de Londres le 12 août 2012.
Après les Python, il a commencé une seconde carrière solo : il joue dans sa propre série : Rutland Weekend Television (en), puis participe à la création de The Rutles (parodie des Beatles) avec Neil Innes. Il fait aussi de la figuration dans divers films ( South Park, le film : Plus long, plus grand et pas coupé, Les 102 Dalmatiens), séries (Les Simpson) et même dans le jeu vidéo le Disque Monde dans lequel il fait la voix anglaise de Rincevent. Il a aussi continué à écrire des chansons humoristiques.
La carrière d'Idle ralentit un peu au début des années 1990 avec les échecs de Grandeur et descendance (Splitting Heirs) (écrit par, produit par et avec Idle) et Burn Hollywood Burn (en) (dans lequel il jouait seulement). En 2005 il retrouve le succès en retournant aux sources, grâce à Spamalot, une parodie de comédie musicale basée sur Sacré Graal ! Idle travaille à présent sur une adaptation similaire de La Vie de Brian intitulée Not the Messiah.

### Terry Jones

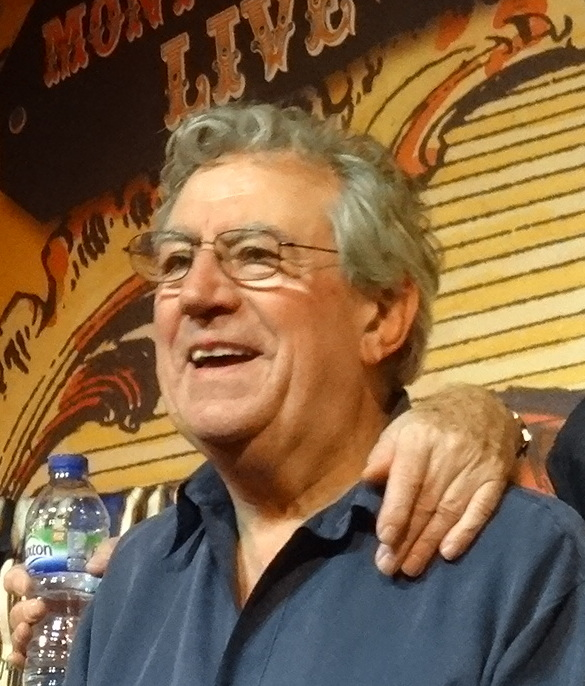
Terry Jones en 2014.

Terry Jones naît le 1er février 1942 à Colwyn Bay en Galles du Nord. Il est moins flamboyant que les autres Python, mais ceux-ci le décrivent comme étant la pierre angulaire de l'opération. Le biographe des Python, George Perry, disait de lui que « vous pouviez parler de sujets aussi divers que l'énergie fossile, ou Rupert Bear ou les mercenaires du Moyen Âge ou de la Chine moderne, en quelques instants vous étiez submergé par ses connaissances ». Beaucoup d'autres sont d'accord pour dire que Jones est caractérisé par son enthousiasme, ce qui est peut-être une des raisons de sa volonté constante de maintenir le groupe ; ceci a conduit à de longues disputes avec les autres membres du groupe, en particulier John Cleese, car Jones n'aime pas s'incliner.
L'une des préoccupations de départ de Jones était de trouver un nouveau format pour les épisodes des Python. Ce fut largement lui qui développa le style du courant de conscience, qui abandonnait les séparations formelles des sketches pour aller vers un enchaînement plus fluide d'un gag vers l'autre. Jones voulait également éviter les trucs éculés comme les séquences passées en accéléré, la musique trop insistante et une caméra trop statique ; il prit un grand intérêt dans la réalisation des épisodes.
Plus tard, il s'est impliqué dans la mise en scène des trois films majeurs des Python, Monty Python : Sacré Graal !, Monty Python : La Vie de Brian et Monty Python : Le Sens de la vie, et en tant que réalisateur parvint à avoir le contrôle complet de ces projets. Il y introduisit un format visuel qui permettait aux personnages d'avoir de l'espace (par exemple en filmant de longs dialogues dans un décor large). Il fut aussi plus modéré sur l'usage de la musique.
Comme démontré dans beaucoup de ses sketches avec Palin, Jones était préoccupé par l'aspect visuel, pensant qu'un meilleur décor intéressant augmentait l'humour au lieu de le desservir. Ses méthodes ont encouragé de nombreux réalisateurs de séries télévisuelles à sortir des limites conventionnelles du tournage en studio.
Dans ses contributions en tant qu'acteur, ses parodies de femmes entre deux âges parlant d'une voix suraigüe sont les plus frappantes. Son humour, en collaboration avec Palin, avait tendance à être conceptuel par nature. Un sketch typique de Palin/Jones venait de l'absurdité du scénario. Par exemple, dans « le concours de résumé de Proust », les concurrents ont 15 secondes pour résumer À la recherche du temps perdu de Marcel Proust. Dans un autre sketch, il fait de la musique en tapant avec un marteau sur un chœur de souris dressées. L'aspect comique venait dans ces deux cas de l'idée elle-même. Jones avait aussi un talent et un physique chaplinesque.
En 2004, il a présenté à la BBC une série de documentaires historiques, Terry Jones' Medieval Lives, suivie de Barbarians dans la même veine en 2006. Il a aussi mis en scène et joué dans Erik, le Viking. Il a également tenu une chronique dans le Guardian, extrêmement corrosive concernant la politique étrangère de Tony Blair.
Les contributions majeures de Jones étaient surtout hors scène ; l'importance de son rôle a longtemps été négligée. Toutefois, les publications récentes à propos des Python reconnaissent son rôle important dans la cohésion du groupe et son indépendance.
Souffrant de démence les dernières années de sa vie, il meurt le 21 janvier 2020 à 77 ans.

### Michael Palin

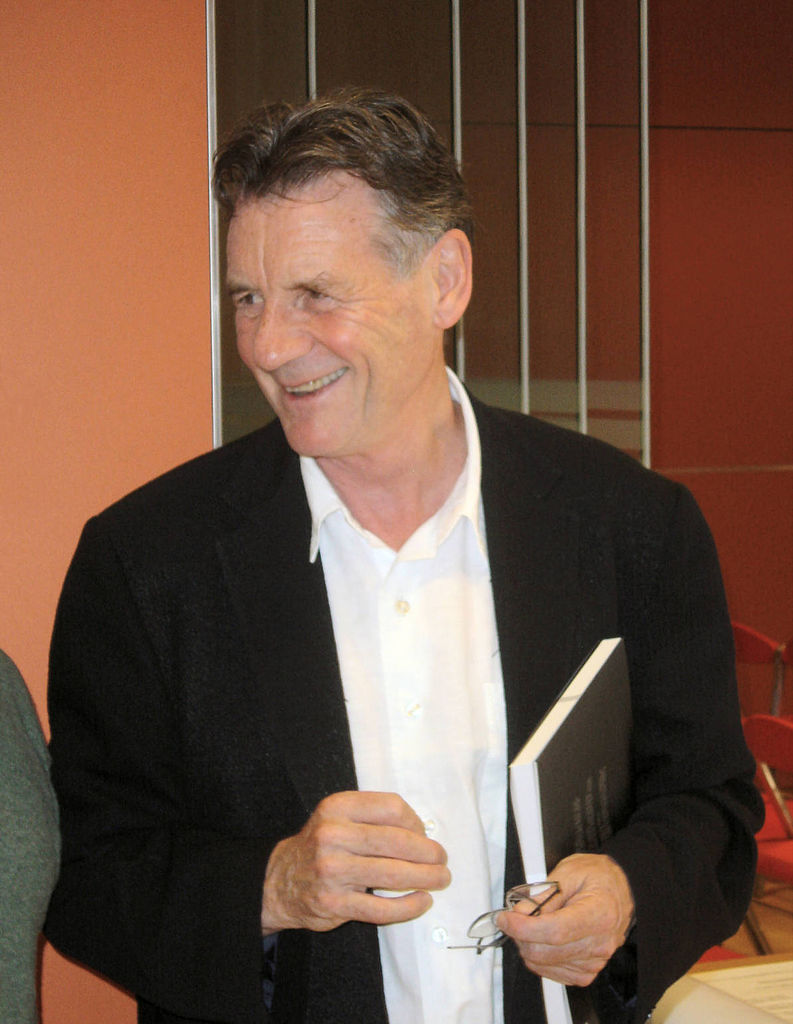
Michael Palin en 2005.

Michael Palin naît le 5 mai 1943 à Sheffield dans le Yorkshire du Sud en Angleterre. Le plus jeune des Python (à quelques semaines près), Palin est affectueusement surnommé « le gentil ». Il étudie à Oxford où il rencontre Jones, son partenaire d'écriture. Les deux ont écrit ensemble Ripping Yarns. Palin et Jones travaillaient à l'origine face à face, mais ils ont vite découvert qu'il était plus productif que chacun écrive dans son coin, puis qu'ils se réunissent pour échanger les copies. Ainsi, les contributions de Palin et Jones ont tendance à être moins décousues que celles des autres, créant une situation bizarre et hilarante, n'en décollant pas et faisant le tour de la question.
Ces sketches partaient d'une situation ordinaire : des personnages discutent dans leur salon ou dans un restaurant — et tout à coup introduisaient un élément inattendu : les cardinaux de l'Inquisition espagnole ou l'apparition d'un homme démesurément obèse avec un nom tout aussi improbable : M. Creosote. À partir de là, Palin et Jones élaborent la suite logique ou improbable des évènements : le garçon nourrit M. Creosote jusqu'à ce qu'il explose en répandant ses viscères partout ou les cardinaux tentent de torturer une innocente vieille dame avec des coussins.
Dans les années récentes, Michael Palin a créé de nombreux documentaires de voyage pour la BBC, généralement dans des endroits éloignés, par exemple la série Du pôle Nord au Sud (Pole to Pole) ou Le Tour du monde en quatre-vingts jours où il suivait la route de Phileas Fogg dans le roman homonyme de Jules Verne. Ces émissions lui ont assuré une popularité considérable au Royaume-Uni. Il a aussi tourné dans Brazil et Bandits, bandits de Gilliam et Un poisson nommé Wanda avec Kevin Kline, Jamie Lee Curtis et John Cleese ainsi que dans Créatures féroces avec ces mêmes acteurs.

### Ligne temporelle
Les Monty Python au cinéma
- 1971 - Pataquesse, La Première folie des Monty Python (And Now for Something Completely Different)
- 1975 - Sacré Graal (Holy Grail)
- 1979 - La Vie de Brian (Life of Brian)
- 1983 - Le Sens de la vie (The Meaning of Life)
- 1996 - Du vent dans les saules (The Wind in the Willows)
- 2012 - A Liar's Autobiography: The Untrue Story of Monty Python's Graham
- 2015 - Absolutely Anything

Les Monty Python au théâtre
- 1970 - Oh Hampstead (spectacle caritatif au St Pancras Town Hall, Londres, R-U)
- 1971 - Lanchester Arts Festival '71 (Coventry, R-U)
- 1972 - Then Great Western Express Festival (événement de quatre jours à Tupholme Hall, Lincolnshire, R-U)
- 1973 - 1st UK Tours (R-U)
- 1973 - 1st Farewell Tours (Canada)
- 1974 - Live Drury Lane (Londres, R-U)
- 1976 - Monty Python Live! (New York, É-U)
- 1980 - Monty Python Live At The Hollywood Bowl (Los Angeles, É-U)
- 2014 - Monty Python Live (Mostly) : One Down, Five To Go (Londres, R-U)

Les Monty Python en réunions
- 1989 - Parrot Sketch Not Included – 20 Years of Monty Python
- 1998 - Live At Aspen (R-U)
- 2002 - Concert For George (Royal Albert Hall, R-U)
- 2009 - Not the Messiah (He's a Very Naughty Boy) (Royal Albert Hall, R-U)
- 2014 - Monty Python Live (Mostly): One Down, Five To Go (Londres, R-U)

L'histoire des Monty Python
- 1993 - It's the Monty Python Story

## Influence
- Les humoristes français Alain Chabat[27], les Robins des Bois[28] et Albert Dupontel[29] se réclament de leur influence.
- Le nom du langage de programmation Python, créé par Guido van Rossum, fait référence aux Monty Python[30],[31]. D'autre part, Guido a créé un navigateur web qui s'appelle Grail (en) en référence au film Monty Python and the Holy Grail[réf. nécessaire].
- L’Oxford English Dictionary a introduit l'adjectif « pythonesque », se référant à l'humour absurde des Monty Python[32].
- Les humoristes britanniques postérieurs, notamment l'équipe du Not the Nine O'Clock News, furent durablement influencés par les Monty Python.
- Daniel Goossens[33] et Édika[34], auteurs de bande dessinée d'humour absurde.
- Kaamelott, série française d'Alexandre Astier[35]. Dans un des DVD, Astier annonce avoir été influencé par les Monty Python même si, pour lui, l'humour français est plus cartésien[36].